# スーパーマリン シーオッター
スーパーマリン シーオッター
駐機中の試作機。
- 用途：海上救難機、連絡機、哨戒機
- 分類：飛行艇
- 製造者：
- 運用者： イギリス（海軍、空軍）他
- 初飛行：1938月9月23日
- 生産数：292機
- 運用開始：1944年11月

スーパーマリン シーオッター（Supermarine Sea Otter）は、イギリス海軍の水陸両用飛行艇。製造はスーパーマリン社。スーパーマリン ウォーラスの後継機として開発され1944年から運用が開始され、海上救難機や連絡機、哨戒機として1950年代まで使用された。イギリス海軍航空隊最後の複葉機で、シーオッターとはラッコの意味から。

## 概要
スーパーマリン社最後の複葉飛行艇であるシーオッターは、スーパーマリン ウォーラスの後継となる海上救難、連絡機の仕様に従い開発された。既に新型機は単葉機が当たり前となっていたが、基本的な機体配置はウォーラス同様複葉型の飛行艇形式になった。しかし、エンジンの配置は牽引式になり、機体の形状や構造も再設計された。その結果、速度、航続距離、水上での取り扱いにおいて、大きな性能向上が見られた。
試作機は1938年9月に初飛行し、量産はサンダース・ロー社で行われたが、生産の遅れにより部隊配備されたのは1943年半ばになってしまった。それでも、1944年11月に護衛空母に搭載されたのを皮切りに、巡洋艦やインド洋方面に配備された。配備時期が遅かったためウォーラス程の活躍は出来なかったが、1950年代まで連絡及び海上救難用に重宝された。
シーオッターの生産は1946年7月まで続き、合計292機生産された。

## スペック
- 全長： 12.01 m
- 全幅： 14.03 m
- 全高： 4.93 m
- 全備重量： 4,536kg
- エンジン：ブリストル・マーキュリー30　空冷9気筒　855hp×1
- 最大速度： 241km/h
- 実用上限高度：4,880 m
- 航続距離： 1,200 km
- 武装
  - 7.7mm機銃×2～3
- 乗員 3～4名